# Pewaukee (Wisconsin)
Pewaukee – miasto w Stanach Zjednoczonych, w stanie Wisconsin, w hrabstwie Waukesha.